# Çınaroba, Doğanhisar
Çınaroba là một thị trấn thuộc huyện Doğanhisar, tỉnh Konya, Thổ Nhĩ Kỳ. Dân số thời điểm năm 2011 là 849 người.